# Рендгенски зраци
Рендгенски зраци или X-зраци (икс зраци) су део електромагнетског спектра са фреквенцијама од 3×1016 до 3×1019 херца, односно таласних дужина им је реда 0,1 до 10 нанометра (0,1×10−9 до 1×10−8 m). Зраци су јонизујући и због велике енергије користе се у радиологији (у медицини), као и у кристалографији за одређивање структуре кристала. Рендгенски зраци су добили име по свом проналазачу Вилхему Конраду Рендгену, који их је открио. Данас се често користи и назив икс зраци, како их је Рендген назвао.
Рендгенски зраци спадају у јонизујуће зрачење, што значи да су наелектрисани и електромагнетски активни. Користе се у разним областима за испитивање структура. Позната је њихова примена у медицини за добијање слике костију и зуба, јер пролазе кроз ткива не апсорбујући се у њима. Свака слика настала коришћењем рендгенског зрака настаје услед различитог апсорбовања (упијања) зрачења у различитим структурама или деловима тела. Густа структура, као што је кост, апсорбује висок проценат рендгенског зрака (која се на слици коју добијемо представља као светло сива), док структуре мале густине, попут меких ткива, апсорбују мали проценат зрачења и на добијеном снимку имају тамно сиву боју. Многобројни делови људског тела имају различите густине и та разлика ствара рендгенску слику. Због своје велике енергије зраци су продорни и уз већу дозу могу да оштете ткива.

## Настајање X-зрака
X-зрачење се добија у вакуумским цевима за електрично пражњење када сноп високоенергетских електрона произведених на катоди интерагује са анодом. Електрони су убрзани напонима од 10.000 до 100.000 волти, а кочењем на аноди електрони као наелектрисане честице емитују електромагнетно зрачење високих енергија познато као X-зрачење.
Цеви у којима се производе X-зраци називају се рендгенске цеви. Рендгенска цев је најчешће дужине око 20–25 cm и пречника око 15 cm. Она је кључни део апарата за рендгенско зрачење. Из цеви је уклоњен ваздух и притисак је 510 милибара. Катода је негативна електрода, прави се од материјала са високом тачком топљења. Да би површина са које се електрони емитују била што већа — катоде се модификују у спиралу. Новији уређаји имају две спирале. Постављена је унутар челичног оквира који је на негативном напону. Анода је позитивна и налази се насупрот катоде. Најчешће је направљена у облику је диска који се ротира. Оклоп цеви састављен је из 2 слоја који чине изолациони материјали и олово. Олово је ту због заштите пацијента и лекара и због заштите самог уређаја од механичких оштећења. За добијање задовољавајуће слике битна су три параметра: анодни напон, анодна струја и време експозиције. Фокус може бити електрични, реални или оптички, тј. пројекција реалног.
У високовакумској диоди, катода се индиректно греје па постоји термоелектронска емисија. Електрони се из катоде једносмерним пулсирајућим напоном усмеравају ка аноди, ударају у аноду, долази до интеракције упадних електрона са електронима електронског омотача, чији је резултат емисија електромагнетних таласа. Место на аноди у које ударају електрони назива се „фокус“ и веома је малих димензија, а од његових димензија зависи оштрина рендгенског снимка. Због ослобађања топлоте у сударном процесу долази до грејања аноде којој је стално потребно хлађење те се у том циљу користе обртне аноде угаоне брзине око 8500 обр/мин.

## Интеракције
При проласку X-зрака кроз неку супстанцу, долази до више типова интеракција између зрака и медијума. Интеракције се могу огледати у следећим ефектима:
- Комптонов ефекат

До њега долази ако је енергија упадних електрона много већа од енергије која је потребна за електроне да круже по истој путањи. Зависи од укупног броја електрона у атому материје на коју зрак наилази. Мења се таласна дужина и ослобађа се квант енергије.
- Кохерентно или Рејлијево расејање

Таласна дужина се не мења, али се путања мало мења, зависи од врсте ткива на које пада зрачење.
- Фотоелектрични ефекат

Упадни зраци интерагују са електронима атома аноде и предају им топлотну енергију. Фотоефектом се објашњава апсорпција X-зрака (икс зрака). Последице су настанак карактеристичних зрачења, стварање позитивног и негативног јона. 
- Стварање електронског пара

Дешава се када се фотони огромних енергија нађу у близини језгра.
- Фотодезинтеграција

Супротан процес од стварања електронског пара, долази до промене структуре атома. За овај вид интеракције електромагнетног зрачења и материје неопходно је да енергија фотона X-зрака буде већа од енергије нуклеарних сила које делују на честице тако да се оне задржавају у језгру. У зависности од честица које су избачене из језгра, могу настати јони, нестабилна језгра или потпуно нови елементи.

## Рендгенска слика и пројекциони ефекти
Рендгенска слика је визуелна, црно-бела манифестација на рендгенском филму конусне пројекције тела на једној равни, настала сумацијом свих слојева кроз које су прошли рендгенски зраци. Рендгенски филм са рендгенском сликом називамо рендгенограм.
Са фотографског аспекта, рендгенска слика на рендгенограму представља негативне слике каква се види на екрану. Оно што се на рендгенограму види као бело, на екрану се види као црно и обратно. У том смислу разликујемо светлину и расветљење и сенку и засенчење.
Под појмом светлина подразумева се визуелна манифестација на екрану извесне природе рендгентранспарентне средине (нпр. трахеја, плућа и сл.) док под изразом расветљење подразумевамо визуелну манифестацију на екрану какве патолошке рендгентранспарентне средине. Слично вази и за изразе сенка и засенчење при чему за се под изразом засенчење подразумева визуелна манифестација на екрану каквог патолошког супстрата кои појачано апсорбује X-зраке па се манифестује у виду сенке.
Према интензитету распознајемо: сенке интензитета меких ткива-најслабијих интензитета (мишићи, паренхиматозни органи и др.)

### Рендгенгеометрија и пројекциони ефекти
Настанак рендгенске слике подложан је законима оптике одн. централне или конусне пројекције и законима апсорпције. Наиме, рендгенски зрачни сноп по изласку из цеви кроз округли отвор тубуса или четвртасти отвор визир-тубуса има у простору аспект купе или пирамиде са врхом на тубусу. Средишна линија зрачног снопа од врха купе или пирамиде назива се централним знаком (ЦЗ). Рендгенски зраци се простиру радијално и праволинијски. Са тог аспекта рендгенска слика би требало да буде аналогна светлосној слици. Међутим, при интерпретацији рендгенске слике морају се имати у виду три битна својства по којима се разликују од светлосне слике:
Рендгенска слика је феномен слојева. Рендгенска слика настаје феноменом апсорпције по правилима пројекције свих слојева озраченог објекта који су били на путу снопа X-зракова. Рендгенски зрачни сноп који се користи у дијагностици сачињавају X-зраци хетерогених таласних дужина. Човечије тело је нехомогеног састава. Неколико је битних фактора који одређују пројекцију рендгенографираног објекта, тј. величину, облик, положај, контуру и тамнину слике. То су:
- одстојање фокус-филм (F-Fi)
- одстојање објекат-филм (O-Fi)
- упадни угао ЦЗ према објекту и филму
- облик и положај објекта у простору односно према пројекционој равни.

Изнећемо поједине одлуке рендгенске слике са аспекта рендгенгеометрије укључујући и правила пројекције.
а) Конгруенција слике. Под појмом конгуренције подразумевамон да слика одговара стварном облику рендгенографираног тела. Када то није случај, говоримо о инконгруенцији слике. Инконгруетална слика је деформисана, искривљена, тако да својим обликом не одговара облику рендгенграфираног тела и скоро увек нетачно приказује његову стварну величину.
б) Величина слике. Пожељно је да слика на рендгенограму величином одговара величини рендгенографираног објекта. Међутим, слика се на рендгенограму формира према законима геометријске централне пројекције па дивергентни сноп X-зракова увек доводи до тога да слика буде нешто већа од реалне слике објекта. Највише су увећани слојеви или делови објекта који су ближи фокусу а даљи од филма а то уједно доводи и до инконгруенције слике. Делови објекта који су озрачени искошенијим зрацима биће пројекционо више увећани, углавном зависи од одстојања. Рендгенска слика приближно одговара величини рендгенографираног објекта ако је растојање F-O што веће, а одстојање O-Fi што мање.
На величину слике утиче и величина фокуса цеви.
Тамнина слике (опацитет). Слика треба да има оптималну тамнину. Тамнина ће бити јача ако је објекат ближи равни пројекције (тј. филму или екрану) ако је вредност mAs већа, ако је густина објекта већа, ако је атомски састав рендгенографираног објекта више просечне вредности атомских бројева и, најзад, ако је дебљина рендгенографираног објекта већа.
Оштрина слике. Под оштрином слике подразумевамо приказ квалитета периферне контуре сенке. Сенка може да има јасно о оштро оцртане периферне контуре,па кажемо да је слика оштра, или пак да су јој контуре неоштре, када говоримо о неоштрини.Слика је квалитетнија уколико је оштра. За слику кажемо да је оштра када се на осветљеном развијеном рендгенограму линија види као линија, а не као пруга или с тачка види као тачка а не као мрља.
Различиту могућност да разликује ситне, дискретне детаље, која се назива раздвојна моћ. Раздвојна моћ рендгенограма (то исто важи и за друге системе)изражава се дебљином црте која се јасно види или, прецизније, бројем парних линија на једном сантиметру дужину (pl/cm). Јединица за раздвојну моћ рендгенограма назива се линија оштрине. На оштрину слике утиче још и низ фактора:
- величина фокуса цеви
- F-O и O-Fi одстојање
- упадни угао CZ на пројекциону раван
- раван објекат према пројекционој равни
- грађа рендгенографског објекта
- мировање или кретање објекта за време експозиције
- низ рендгенографских елемената који нам служе за добијање рендгенске слике (квалитет фотоемулзије филма,фолија, касета, хемикалије и др.)

Када слика није оштра говоримо о неоштринама. Неоштрине могу бити условљене различитим узроцима.
- Геометријске, условљене су фокусом рендгенске цеви. Геометријска неоштрина је директно сразмерна величина фокуса цеви и достојања O-Fi, а обрнуто сразмерна одстојању F-O.
- Неоштрине због покрета настају ако се у моменту експозиције креће бар једна од три битна фактора: фокус, објекат или филм. Обично су у пракси фокус и филм фиксирани па се за време експозиције не крећу. али то није случај и са објектом. Безвољне покрете органа (срца, перисталтике желуца, црева и сл.) или покрете мале деце и неких пацијената није могуће избећи осим ако се скрати време експозиције.
- Фотографске неоштрине чине групу неоштрина условљене фолијом, касетом или филмом.

а) Због фолија - неоштрина је условљена флуросцентном материјом и крупноћом зрна.
б) Због касета - када странице касете, зато сто су искривљене или зато што им се механизам за затварање расклимао, не притискују фолије да налегну на филм, па се јављају неоштрине из истих разлога као и оне због фолија.
ц) Због филма -занемарљиво је мала и условљена је дебљином фотографског слоја на филму.
д) Неоштрине због расутих зракова. Расути траци кваре и оштрину и контраст рендгенске слике.
е) Контраст слике - Осд контраста зависи видљивост слике а нарочито уочавање детаља.
Разлика између максималне светлине и максималне тамнине на једном рендгенограму чини контрастну ширину. На контраст рендгенске слике утичу:напон струје цеви, зрачни продукт (mAs), дебљина и густина рендгенографираног објекта. Контраст рендгенске слике директно је сразмеран производу трећег степена таласне дужине X-зракова, првог степена зрачног продукта (mAs. првог степена дебљине и првог степена густине рендгенографираног објекта. Да би се на рендгенограму уочио контраст, услов је да у два суседна ткива или органа постоји разлика у степену апсорпције. Разликујемо позитивна рендгенска контрастна средства (јод, баријум) која повећаном апсорпцијом на рендгенограму дају сенку, и негативна рендгенска контраст на средства (ваздух, CO2, O2), која као гас због мање густине ai релативно ниских атомских бројева на рендгенограму дају транспаренцију. И једна и друга на рендгенограму знатно истичу контраст. Рендгенографирани објекат на филму или екрану увек се приказује пројекционо увећаним (дивергентни ток снопа X-зракова).

#### Пројекциони ефекти
Под пројекционим ефектом подразумевамо пројектовање делова тела или органа на филму или екрану при експозицији X-зрацима у одређеним условима. Лако их је разумети ако имамо у виду следеће три чињенице:
1) да је рендгенска слика појединих делова нашег тела слика нехомогеног тела. 2) да је рендгенска слика конусна пројекција тела из једне тачке и назад. 3) да је рендгенска слика на конвенционалном рендгенограму сумација свих сенки и расветљења насталих при проласку снопа X-зракова кроз све рендгенографиране слојеве објекта. Постоји ефекат сумације, ефекат покривања, ефекат бљештања, и тангенцијални ефекат.
1. Ефекат симулације - јавља се у случају када се две сенке слабијег интензитета нађу једна испред друге на путу снопа X-зракова. Тада ће дати збирну сенку већег интензитета.
2. Ефекат суперпозиције - или покривања јавља се када се две сенке неједнаког интензитета нађу у истој пројекцији; сенка већег интензитета покреће, маскираће сенку слабијег интензитета.
3. Ефекат бљештања или брисања је феномен при коме транспаренција гаса у неком шупљем органу брише сенку неког другог ткива које се нашло у пројекцији транспаренције.
4. тангенцијални ефекат јавља с када X-зраци при проласку кривином кружног, полукружног или ваљкастог тела буду јаче апсорбовани него у осталим партијама тог тела.[4]

#### Интерпретација рендгенске слике
При интерпретацији рендгенске слике доносе се закључак и мишљење и поставља дијагноза. Саопштава се писаним документом-извештајем, писаћом машином. То треба да чине квалификоване особе. Рендгенограм поред бројних вредности, има и документарну вредност. При приступању интерпретацији рендгенограма у принципу треба испоштовати три ствари:
- не интерпретирати развијен а неосушен, влажан рендгенограм. јер су могуће озбиљне грешке
- интерпретирати само рендгенограме задовољавајућег квалитета, јер из рендгенограма лошег квалитета може да произађе само лоша или нетачна дијагноза.
- при интерпретацији рендгенограма строго водити рачуна о ознакама на филму.[4]

#### Ознаке на филму
Страна филма обележава се ознаком односно словима D или R што значи десно од речи droite (франц.) или necht, односно right или за леву страну пацијента велико слово L што значи лево од речи left, links
Власништво филма, време када је филм учињен и институција у којој је филм сачињен, односно у којој је пацијент прегледан подаци су који се по правилу морају наћи сигнирани на филму тушем, фломастером или најбоље да су пресликани.
Време експозиције филма после датог контраста у минутима или/и часовима, нпр. при урографији, како би се пратили врме излучивање контраста уротрактом, редослед учињених рендгенограма и др.

#### Интерпретација рендгенограма
Интерпретација рендгенограма, као интерпретација рендгенске слике са екрана, садржи три дела:
1. заглавље.
2. налаз(сакупљање података и анализа уоченог).
3. исказивање мишљења, закључка односно дијагнозе.
  1. Заглавље (наслов) истиче о чему је реч, на пр. рендгенограм плућа ПА (постероантериорне пројекције)
  2. Налаз (садржај) обухвата сакупљање података са рендгенограма и анализу уоченог. То је најсадржајнији и најбитнији део интерпретације сваког рендгенограма. Утврдити присуство или одсуство сенки и/или транспаренција,условљено неким патолошким процесом. Уколико је присутан какав патолошки процес који се манифестује сенком, одмах се изјашњавамо о карактеристикама сенке.[4]

#### Карактеристика сенки
- Локализација сенке: нпр. у плућима-сенка може бити локализована у једном плућном пољу, режњу, сегменту, интерлобијуму, перихиларно, базално, субплеурално, у плућном врху, једнострано или обострано и томе слично. У случају да је реч о сенци у некој кости-она може бити локализована у проксималном окрајку, субпериостално, парослано, интермедуларно и томе слично. Исто важи и за транспаренције.

1. Величина сенке или сенки: изражава се јединицама дужине измерене лењиром. Раније се изражавала и приближним величинама, нпр. проса, сочива, бадема, лешника, ораха и сл., али то данас није допуштено. Исто важи и за расветљења.[тражи се извор]
2. Хомогеност слике: сенка је хомогена као је по целој својој површини истог интензитета или је нехомогена-када је местимично јачег а местимично слабијег интензитета или је пак прошарана транспаренцијама. Нехомогена обични је сачињена од малих мрљастих сенки, које подсећају на кап мастила на хартији и означавају ексудативни карактер промене, или од пегастих сенки, са фиброзним трачицама око интензивнијег средишњег дела сенке и знак су оживљавања, фиброзирања.
3. Контура сенке: сенка може бити јасно ограничена. Оштро лимитирана или пак неоштре контуре, тј. да је према суседству нејасно ограничена.
4. Облик сенке: у обзир долазе сви геометријски облици пројектовани према правилима пројекције (кружни, овоидни, троугласти са врхом лево, десно, медијално, базално и сл., тракасти, пругасти, линеарни, прстенасти, полукружни, облик лопте, купе, пирамиде, чвораст облик и сл.)
5. Интензитет слике: сенка може инати интензитет меког ткива, кости или калцијума и интензитет метала. Наше око добро препознаје ове три градације сенки.
6. Број сенки у претраживаном подручју може да постоји само једна (солитарна) сенка, а може их бити две, три или много, безброј сенки или слично. Треба се децидирано изјаснити о броју сенки, уколико је то могуће.
7. Веза сенке са околином: нпр. веза сенке плућа са хилосом, присутна или није.
8. Стање околног ткива: нпр. стање околног плућног паренхимаоко округле сенке у плућима(може бити промењено или непромењено)
9. Однос сенки према суседству:нпр. однос сенке плућа према медијастиналним органима (медијастинуму) Масивна сенка плућа може да дислоцира медијастинум или да га не дислоцира. Ако га дислоцира постоје две могућности: да га потискује на супротну страну од патолошког процеса или да га привлачи к себи, ка страни патолошког процеса.

Мишљење, закључак, односно дијагноза. То је трећи и последњи део при интерпретацији рендгенограма.Закључак представља кратак резиме свега учињеног и регистрованог у налазу. Истовремено, пожељно је навести и предлог за евентуално пожељно и могуће даље претраживање посебно ако је реч о којем рендгенском или радиолошком прегледу.